# Buzzcocks
Buzzcocks su engleski punk sastav. Formirali su ga gitarist Pete Shelley i Howard Devoto 1976. Shelley i Devoto su pisali stihove i glazbu.
Smatra se da su znatno utjecali na manchestersku glazbenu scenu, pokret neovisnih izdavačkih kuća, punk rock, power pop, pop punk i indie rock. Komercijalni uspjeh postigli su singlovima koji su spojili umijeće s vatrenom energijom punka. Singlovi se nalaze na kompilacijskom albumu Singles Going Steady koji je glazbeni kritičar Ned Raggett opisao kao remek-djelom punka.
Devoto i Shelley su izabrali ime sastava kad su pročitali naslov "It's the buzz, cocks!". "It's the buzz, cocks!" je bio naslov osvrta na TV seriju Rock Follies u magazinu Time Out. The "buzz" je uzbuđenje sviranja na pozornici, a "cock" u manchesterskom slengu znači prijatelj. Mislili su da su uhvatili uzbuđenje Sex Pistolsa i punk scene koja se rađala.
Svirali 15. srpnja 1978. na besplatnom aktivističkom koncertu Rock Against Racism Northern Carnival u Alexandra Parku u Manchesteru.

## Diskografija

### Studijski albumi
- Another Music in a Different Kitchen (1978.)
- Love Bites (1978.)
- A Different Kind of Tension (1979.)
- Trade Test Transmissions (1993.)
- All Set (1996.)
- Modern (1999.)
- Buzzcocks (2003.)
- Flat-Pack Philosophy (2006.)